# Кровавое кимоно
«Кровавое кимоно» (англ. The Crimson Kimono) — фильм нуар режиссёра Сэмюэла Фуллера, вышедший на экраны в 1959 году. 
Фильм рассказывает о двух детективах Департамента полиции Лос-Анджелеса, близких друзьях и боевых товарищах со времён Корейской войны — Чарли Бэнкрофте (Гленн Корбетт) и Джо Коджаку (Джеймс Шигета). В ходе расследования убийства популярной стриптизёрши оба детектива влюбляются в одну из свидетельниц по делу, художницу Кристин Даунс (Виктория Шоу). Отношения любовного треугольника осложняются межрасовыми противоречиями. Деликатный по характеру Джо, который является этническим японцем, ошибочно предполагает, что Кристин по расовым причинам предпочитает более мужественного белого американца Чарли. Взаимное недопонимание на этой почве приводит к острому конфликту между двумя друзьями.
Тема расовых предрассудков в той или иной степени затрагивалась в фильмах нуар «Перекрёстный огонь» (1947), «Выхода нет» (1950), «Штормовое предупреждение» (1951), «Печать зла» (1958), «Ставки на завтра» (1959) и других, а тема отношений белых американцев и японцев затрагивалась, в частности, в нуарах «Дом из бамбука» (1955) и «Плохой день в Блэк-Роке» (1955). Данный фильм стал одним из немногих фильмов той эпохи, в котором азиатские персонажи были сыграны реальными азиатами, а не загримированными под них европейцами.

## Сюжет
В центре сюжет два детектива из отдела убийств Департамента полиции Лос-Анджелеса — Чарли Бэнкрофт (Гленн Корбетт) и Джо Коджаку (Джеймс Шигета). Джо является американским японцем, который вырос в районе Маленький Токио. Они познакомились во время Корейской войны и теперь делят одну квартиру на двоих. Когда у них заходит речь заходит о девушках, то Джо утверждает, что у Чарли нет никаких шансов в отношениях с девушкой японского происхождения и воспитания, потому что они никогда не поймут друг друга из-за различий на ментальном уровне.  
Вечером в Лос-Анджелесе в районе Маленький Токио популярная стриптизёрша Шугар Торч (Глория Пэлл) после выступления застрелена на улице неизвестным. На место преступления прибывают Чарли и Джо. Они подробно беседуют с менеджером актрисы, который рассказывает, что Шугар готовила новый номер, с которым собиралась покорить Лас-Вегас. По сюжету она в кроваво-красном кимоно исполняет традиционный японский танец, за ней тайно наблюдает мастер карате. Затем на сцене появляется её возлюбленный самурай, которого вышедший из укрытия каратист убивает одним ударом. Но Шугар в горе падает на тело мёртвого самурая и тогда каратист в ярости убивает и её. Осматривая гримёрку погибшей, среди нескольких картин на японскую тематику Чарли обращает внимание на только что законченный портрет Шугар в образе гейши в кроваво-красном кимоно в сцене из нового номера. На картине стоит подпись автора — Крис, однако менеджер не знает, кто писал картину, и рекомендует обратиться к художнице-монументалистке Мэк. 
Мэк (Анна Ли) сообщает, что «Крис» изучает изобразительное искусство в Университете Южной Калифорнии. В Университете Чарли с удивлением выясняет, что «Крис» — это молодая привлекательная женщина по имени Кристина Даунс (Виктория Шоу). Крис рассказывает ему, что пару недель назад на выставке японского искусства она познакомилась с неким мистером Хэнселом, который заказал у неё портрет Шугар. Крис не знает ничего конкретного про мистера Хэнсела, сообщая лишь, что он отлично разбирается в японской культуре. По просьбе Чарли Крис набрасывает по памяти портрет Хэнсела и во время работы над ним между молодыми людьми возникает определённая симпатия. Чарли приглашает Крис вместе посетить фестиваль «Неделя нисэй», который включает выставку кукол, показательные бои по дзюдо и кендо, а также красочный парад по центральной улице. По телевизору показывают выполненный Крис портрет мистера Хэнсела, сообщая, что полиция Лос-Анджелеса разыскивает этого человека. Вечером Чарли приходит вместе с Крис в японский бар напротив полицейского управления, где их ожидает Мэк. Мэк обеспокоена тем, что если Хэнсел увидел свой портрет по телевизору, то он может попытаться убить Крис. Чуть позже Крис получает звонок от мистера Хэнсела, который угрожающе заявляет, что, возможно, она нарисовала свой последний рисунок. Во время разговора кто-то направляет на Крис пистолет и стреляет сквозь открытое окно, но женщина остаётся цела. 
После этого случая детективы решают, что будет безопаснее, если Крис временно переедет в их квартиру. Через какое-то время Хэнсела удаётся всё же идентифицировать — им оказывается Пол Сэнд, один из ведущих специалистов по азиатской культуре, который работает в публичной библиотеке, но именно в день визита детективов он неожиданно уволился. Джо и Чарли с портретом Хэнсела продолжают его розыски, обходя точку за точкой в Маленьком Токио. Наконец им удаётся получить информацию, что у Сэнда есть знакомая, которая делает восточные парики, и поэтому они идут в ателье по производству японских кукол, где их просят подождать сотрудницу, которая сможет им что-то подсказать. Во время паузы Чарли сообщает Джо, что, кажется, влюбился в Крис, и, по его мнению, их чувства взаимны. Вскоре появляется та самая сотрудница Рома Уилсон (Жаклин Грин), которая на показанном рисунке узнаёт Сэнда, но говорит, что знает о нём только по газетам. Когда Чарли срочно отбывает на встречу со своим информатором Зигги, Джо остаётся дома вдвоём с Крис и, чтобы развлечь её, садится поиграть на фортепиано, после чего они обнаруживают, что у них общие интересы — отец Джо был художником, поэтому он лирично рассказывает о его пейзажах. Они беседуют о Рембрандте и Да Винчи, восхищаясь ими, после чего обсуждают картину Крис. Постепенно они понимают, что влюбились друг в друга, но Джо не в силах признать того, что полюбил не японку. 
Зигги приводит Чарли к съёмной квартире, которую Сэнд использовал для свиданий с Шугар, но выясняется, что буквально перед этим Сэнд съехал оттуда. Джо приходит в буддийский храм за советом, сознаётся священнику, что любит Крис, но в итоге признаёт, что его проблема в том, что он не имеет права любить её и не хотел влюбляться, но влюбился. Ночью во время очередного обхода домов в Маленьком Токио Джо ведёт себя очень замкнуто и угрюмо, тоскует и не может сосредоточиться на работе, и Чарли не может узнать своего друга. Тем временем Крис обсуждает с Мэк её любовь к Джо и высказывает мысль, что расовые предрассудки не позволяют Джо признаться ей в любви. Но Мэк объясняет, что причина, скорее всего, в Чарли, который тоже любит Крис и поэтому Джо мучается чувством вины. По её словам, чтобы понять Джо, надо понять, что для него значит Чарли — на войне они не раз спасали друг друга от смерти (один раз кровь Джо перелили Чарли). Крис решает, что лучше рассказать обо всём Чарли. Чарли возвращается с вечернего обхода один, говоря, что c Джо что-то не так. Когда Мэк уходит, Чарли спрашивает у Крис, было ли вчера вечером что-либо между ней и Джо, думая, что Крис могла случайно задеть национальные чувства Джо. Растерявшаяся таким поворотом разговора, Крис говорит, что не могла такого сделать, и в этот момент он её целует, обнимает, просит прощения и уходит. Входит Мэк и говорит: «Любовь это война, кто-то неизбежно останется с разбитым носом».
На «Неделе Нисэи» Джо и Чарли, как два лучших спортсмена прошлого года, выходят на бой по кендо. Хотя их поединок носит показательный характер, Джо удивляет всех, когда в припадке ярости, нарушая все правила, жёстко нападает на своего друга и даже лишает его сознания. Оставшись после боя в раздевалке наедине, Джо признаётся Чарли, что любит Крис. Он также говорит, что она любит его, но он не мог себе позволить даже обнять её. Своё поведение в последние дни Джо объясняет тем, что слишком долго сдерживал свои чувства, которые гложут его изнутри. Чарли серьёзно спрашивает Джо, намерен ли тот жениться на Крис. Этот вопрос и спокойный взгляд Чарли выводят Джо из себя, он требует, чтобы тот признал своё поражение, и, не дождавшись ответа, уходит. Дома, собирая вещи, Джо говорит Крис, что реакция Чарли была не проявлением ревности, иначе бы он вспылил, и что он видел его глаза. Крис считает, что Джо видел только то, что хотел увидеть, и она понимает, что Чарли чувствовал в тот момент. Однако Джо стоит на своём и говорит, что его охватило новое для него чувство: первый раз он задумался, над тем, кто он такой, хотя родился и вырос в Америке. Он говорит: «Я американец, но в глубине души — кто я. Японский американец? Если ты скажешь, что не хочешь меня знать, я пойму. Но что я не могу понять — это отношение Чарли. Я не знал, что он думает обо мне все эти годы, что он говорил за моей спиной? И если он думает так, то чего мне ожидать от тебя?» Крис отвечает Джо, что любит его и готова ради него на всё. Она пытается ещё раз убедить Джо, что он видит только то, что хочет видеть, однако Джо уходит. 
Чарли находит Джо в японском домике напротив полицейского управления и предлагает поговорить, но тот отказывается. Джо ждёт извинений, но Чарли говорит, что ему не за что извиняться. Чарли говорит, что не знал про него и Крис и разозлился только из-за ревности, а не по какой-то другой причине. Джо решает уволиться из полиции, но Чарли уговаривает его довести расследование до конца. В этот момент появляется Крис, ещё раз пытаясь его убедить, что он ошибается, и в этот момент она случайно замечает в уличной толпе Сэнда. Они бросаются за ним в погоню и попадают на парад Нисэй, затем — на выставку кукол, где в служебном помещении задерживают Сэнда. Однако тот говорит, что с Шугар у него были сугубо деловые отношения, которые он скрывал, чтобы не потерять работу в библиотеке. Шугар использовала его исключительно как специалиста по востоку, он придумал ей номер и консультировал её, за что она ему заплатила. Но он настаивает на том, что не убивал Шугар. Кроме того, он не мог стрелять и в Крис, так как в тот момент звонил ей по телефону. 
Неожиданно входит Рома и, угрожая оружием, говорит, что они с Сэндом уходят. Когда Чарли пытается достать свой пистолет, она стреляет в него и убегает. Начинается погоня сквозь красочное шествие парада. Джо почти догоняет Рому, она стреляет, но он ответным выстрелом серьёзно ранит её и она падает. Тяжело раненая Рома на руках у Джо признаётся, что они с Полом Сэндом были любовниками, пока не появилась Шугар и не увела его от неё. Рома пошла на представление и поняла, что не сможет с ней соперничать. Но не сдержавшись Рома убила соперницу из ревности и только позднее поняла, что между Шугар и Сэндом действительно не было ничего, кроме деловых отношений. Рома признаёт, что в пылу ревности додумала того, чего на само деле не было. После того, как Рому увозит скорая помощь, Джо находит Чарли и пересказывает ему её признание и говорит, что и он сам аналогично неправильно истолковал отношения Чарли к нему, а затем просит у Чарли прощения. На вопрос Джо, партнёры ли они по-прежнему, Чарли говорит «нет». Чарли говорит, что никогда не простит ему Крис, но что касается работы, то рад за него. Крис бросается в объятия Джо и они целуются, а Чарли уходит выпить вместе с Мэк.

## В ролях
- Джеймс Шигета — детектив Джо Коджаку
- Гленн Корбетт — детектив, сержант Чарли Бэнкрофт
- Виктория Шоу — Кристи Даунс
- Анна Ли — Мэк
- Пол Дубов — Казале
- Жаклин Грин — Рома
- Нейл Морроу — Хэнсел / Пол Сэнд
- Глория Пэлл — Шугар Торч

## Создатели фильма и исполнители главных ролей
По словам кинокритика Джереми Арнольда, кинорежиссёр, сценарист и продюсер Сэм Фуллер «создал много низкобюджетных фильмов, затрагивавших сложные и спорные темы», в которых «сочетались грубая сила и ум, что редко удавалось другим кинематографистам».
К числу лучших работ Фуллера относятся шпионский фильм нуар «Происшествие на Саут-стрит» (1953), нуар «Дом из бамбука» (1955), который, как и этот фильм затрагивает тему отношений между американцами и японцами, а также острые проблемные криминальные драмы «Подпольный мир США» (1961), «Шоковый коридор» (1963), «Обнажённый поцелуй» (1964) и «Белая собака» (1982).
Актриса Виктория Шоу сыграла свои наиболее заметные роли в музыкальной биографической драме «История Эдди Дучина» (1956), криминальной драме «Край вечности» (1959), молодёжной драме «Потому что они молодые» (1960), а позднее — в фантастическом триллере «Западный мир» (1973). Гленн Корбетт и Джеймс Шигета этим фильмом дебютировали в большом в кино. В дальнейшем Корбетт стал известен по главным ролям в фильме ужасов «Убийственный» (1961) и вестерне «Шинэндоа» (1965), но в основном он работал на телевидении, где в частности, играл главные роли в сериалах «Это мужской мир» (1962-63), «Шоссе 66» (1963-64), «Дорога на Запад» (1966-67), «Полицейская история» (1974-76) и «Даллас» (1983-88). После этого фильма Джеймс Шигета сыграл свои наиболее заметные роли в мелодраме «Мост к солнцу» (1961) и мюзикле «Песня барабана цветов» (1961), а позднее — в криминальном боевике «Якудза» (1974) и знаменитом экшн-триллере «Крепкий орешек» (1988). Анна Ли известна ролями второго плана, а также главными ролями в фильмах категории В, в частности, в фильмах ужасов «Человек, изменивший свой разум» (1936) и «Бедлам» (1946), военной драме «Палачи тоже умирают!» (1943) и мелодраме «Летняя буря» (1944). Как отмечает Джереми Арнольд, "только Сэм Фуллер мог убедить прекрасную Анну Ли (одну из немногих актрис в именем в составе исполнителей) «скрыть свою красоту и женственность», сыграв Мэк, «жующую сигару женщину-муралистку со Скид роу», которая произносит памятную фразу: «Любовь — это как поле боя. Кто-то должен остаться с разбитым носом».

## Работа над фильмом
Как пишет Джереми Арнольд, в своих посмертно опубликованных мемуарах «Третье лицо» Фуллер вспоминал, что шеф студии «Коламбиа пикчерс» Сэм Брискин был озабочен расовыми аспектами истории, утверждая, что «среднему американскому зрителю будет трудно это принять» и просил Фуллера «сделать белого парня немного сукиным сыном». На это Фуллер возражал: «Девушка выбирает японца потому, что он её мужчина, а не потому, что белый парень — сукин сын. Сама идея фильма заключается в том, что оба мужчины являются хорошими копами и хорошими гражданами. Просто так получается, что девушка влюбляется в нисэи (японо-американца). Это вопрос химии между ними». В своих мемуарах Фуллер поясняет, что «пытался сделать нетрадиционный любовный треугольник, окрашенный „обратным расизмом“, своеобразными предрассудками, которые столь же прискорбны, как и откровенная расовая нетерпимость. Я хотел показать, что белые не являются единственными, кто подвержен расистским мыслям». По мнению критика, «до студии так и не дошло», что Фуллер пытался сделать и сказать этим фильмом. В итоге, как выразился Фуллер, фильм «был выпущен просто как очередная голливудская эксплуатационная картина категории В» с сенсационными слоганами на постерах типа «Почему она выбрала японского любовника?».
Арнольд выделяет в фильме «две особенно впечатляющие сцены». Первая — «в самом начале, в которой полуобнажённая стриптизёрша выбегает на улицу, где её убивают. Фуллер снимал её в центре Лос-Анджелеса с реальными прохожими и машинами, он впоследствии называл эту сцену „самой трудной и опасной из тех, которые когда-либо снимал“». Фуллер следующим образом описывал драматические обстоятельства постановки этой сцены: «Я установил три скрытые камеры (в грузовике, в машине и на крыше здания) таким образом, чтобы зафиксировать подлинную реакцию людей, которые видели почти обнажённую девушку, бегущую между Шестой и Мейн-стрит. Большинство людей, мимо которых она пробегала, даже не оборачивались. Я хотел, чтобы она упала… прямо посреди движущихся машин. Это был реальный городской траффик, за исключением пары каскадёров-водителей, которые знали, что перед их машиной выбежит обнажённая девушка, которую застрелят». Всё было точно просчитано по времени. Когда девушка выскочила перед каскадёрами, «я выстрелил из пистолета в воздух, и она упала. Сразу же после этого мы посадили её в машину и уехали. Многие слышали выстрел, видели, как девушка упала, и вызвали полицию. Приехали копы и стали искать тело стриптизёрши».
Второй памятный эпизод — это «захватывающий бой на мечах кендо между двумя копами, в котором Джо заходит слишком далеко и безжалостно набрасывается на Чарли». Фуллер считал эту сцену одной из самых важных в картине, так как «она показывает эмоции Джо, существенные для моей истории. Джо выходит за рамки основополагающих правил поведения, которые развивались в японской культуре на протяжении двух тысяч лет. Он наносит удар по своему лучшему другу и по основополагающим нормам морали своего народа. Человек, настолько вышедший за рамки, переживает ужасную боль. Джо выпускает на волю эмоции, и может никогда не прийти к уравновешенному состоянию. Я хотел показать, что насилие направлено настолько же против него самого, как и против его друга».
Фуллер также обращал внимание на то, как он выстраивал музыку в кульминационной сцене погони по Маленькому Токио. Он рассказывал: «В параде в финальной цене участвуют несколько оркестров — один играет классическую музыку, один играет японскую музыку, один играет джазовую музыку, и так далее. На каждом монтажном стыке планов убийцы и её преследователя музыка меняется. Это вносило ноту диссонанса и хаоса, которой я хотел добиться».

## Оценка фильма критикой

### Общая оценка фильма
Наибольшее впечатление на критиков как на момент выхода картины на экраны, так и позднее, произвело соединение жанра фильм нуар с острой постановкой проблемы межрасовых культурных противоречий в американском обществе, в частности, взаимоотношений белых американцев и американцев японского происхождения. В частности, журнал «Variety» отметил стремление Фуллера «обернуть детектив межрасовым романом», при этом «детективная составляющая фильма теряется в сложностях любовного романа, а призыв к расовой терпимости теряет в весомости от включения его в фильм, который в остальном является чистым боевиком».
Со временем фильм стал оцениваться в основном положительно. Джереми Арнольд, назвав картину «городской полицейской историей, которая в действительности является историей об „обратном“ расизме», назвал картину «одним из шедевров Фуллера», который умел затронуть в низкобюджетных фильмах сложные общественные проблемы. Том Уик назвал картину «идеальной фуллеровской смесью крепкого бульварного нуара, чрезмерного мелодраматизма и упорной социальной критики», особенно выделив «завершающий картину отважный продолжительный межрасовый поцелуй, наносящий более мощный удар, чем что-либо в нынешних серьёзных социальных фильмах». Деннис Шварц также обращает внимание на то, что «Фуллер сочетает городскую криминальную историю с межрасовым любовным треугольником». Давая оценку фильму, он пишет, что «это хорошая работа Фуллера, мрачная и одновременно отражающая расовое разделение в стране». Однако, по мнению рецензента, «проблема заключается в том, что детективная история так и не получила своего развития, будто бы она была просто добавлена в фильм задним числом».

### Проблематика фильма
Том Уик отмечает, что «снятый в Маленьком Токио (район Лос-Анджелеса) и его окрестностях, фильм содержит удивительно сложный взгляд на расовые и культурные предрассудки, а также предлагает резкий и прямой, почти циничной взгляд на человеческие отношения». Шварц добавляет что «в своём нелицеприятном стиле Фуллер доводит до сознания необходимость расовой терпимости, а также говорит о чувстве отчужденности в городах как об острой проблеме современного общества». Журнал «TimeOut» полагает, что в картине «Фуллер развивает свою тему городской отчуждённости: здесь смешаны общая панорама города, культура и сексуальная неопределённость, отправляя детектива, японца по происхождению, в кошмар самоизоляции и ревности».

### Оценка работы режиссёра и актёров
«TimeOut» обращает внимание на «дар Фуллера сплетать поэтичный нигилизм из собственного журналистского видения городской преступности», свидетельством чего являются «некоторые прекрасные моменты, такие как дисциплинарно строгий поединок по кендо, который перерастает в анархию садизма, а также продуманная операторская работа». «Variety» назвал исполнение тремя главными актёрами их «не слишком простых ролей убедительным даже в те моменты, когда достоверность происходящего вызывает значительные сомнения».